# Амедео Дела Вале
Амедео Дела Вале (итал. Amedeo Della Valle; Алба, 11. април 1993) италијански је кошаркаш. Игра на позицијама плејмејкера и бека, а тренутно наступа за Брешу.

## Каријера
У млађим категоријама је играо за Џуниор Казале, а за њихов сениорски тим је дебитовао у сезони 2009/10. Током 2011. године одлази у САД, где прво похађа средњу школу а потом од 2012. до 2014. игра за универзитет Охајо Стејт. У марту 2014. се вратио у Италију и потписао за екипу Ређане. Остао је у овом клубу до краја 2017/18. сезоне и учествовао је у освајању ФИБА Еврочеленџа 2014. као и Суперкупа Италије 2015, када је добио и награду за најкориснијег играча. Такође је уврштен у идеални тим Еврокупа за сезону 2017/18. У јуну 2018. је потписао за Олимпију из Милана. У дресу екипе из Милана је дебитовао у Евролиги, а од трофеја је освојио један италијански Суперкуп. У јулу 2020. је потписао за Гран Канарију. Наступио је на шест утакмица за клуб са Канарских Острва, након чега је 23. октобра 2020. потписао за подгоричку Будућност до краја 2020/21. сезоне. Са екипом Будућности је освојио национално првенство и куп. У јуну 2021. се вратио у италијанску кошарку и потписао уговор са Брешом.
Са репрезентацијом Италије до 20 година је освојио златну медаљу на Европском првенству 2013. у Естонији. Тада је проглашен и најкориснијим играчем првенства. За сениорску репрезентацију Италије је дебитовао 2014. године а прво велико такмичење које је играо је било Европско првенство 2015. године. Такође је наступао и на Светском првенству 2019. у Кини.

## Успеси

### Клупски
- Ређана:
  - ФИБА Еврочеленџ (1): 2013/14.
  - Суперкуп Италије (1): 2015.
- Олимпија Милано:
  - Суперкуп Италије (1): 2018.
- Будућност:
  - Првенство Црне Горе (1): 2020/21.
  - Куп Црне Горе (1): 2021.

### Репрезентативни
- Европско првенство до 20 година:  2013.

### Појединачни
- Идеални тим Еврокупа — прва постава (1): 2017/18.
- Најкориснији играч Суперкупа Италије (1): 2015.
- Најкориснији играч Европског првенства до 20 година (1): 2013.